# コルトレーン・サウンド
『コルトレーン・サウンド』（Coltrane's Sound ）は、ジャズ・サックス奏者ジョン・コルトレーンが1960年10月に録音した演奏の一部を収録したアルバムで、1964年にアトランティック・レコードより発表された。収録曲の一曲からとった『夜は千の目を持つ』の邦題でも呼ばれる。

## 解説
コルトレーンは1960年に自身のレギュラーカルテットを結成。1960年10月21日、24日と26日に行われた録音セッションは自身のレギュラーカルテットで臨む初のレコーディングで、一度に多数のトラックを吹き込む、いわゆるマラソン・セッションとなった。このとき録音された演奏の一部は1961年にアルバム『コルトレーン･ジャズ』の中に組み込まれてリリース。続いて同じ年に1961年にアルバム『マイ・フェイヴァリット・シングス』がリリースされており、翌1962年にはブルースの演奏ばかりを集めて『ジョン・コルトレーン・プレイズ・ザ・ブルース』がリリース、残りの演奏を集めたものが1964年に本アルバムとしてリリースされた。
『夜は千の目を持つ』は1948年の同名の映画のテーマ曲を主題としたもので、ホレス・シルヴァーやポール・デスモンド、ソニー・ロリンズらにも採り上げられている。通常はカリプソやボサノヴァのリズムでしっとりと演奏することが多いが、コルトレーンはアフロ・ビートに乗って、豪快でモーダルな吹奏を行っている。
なお、本アルバムのジャケットは、アルト・サックス奏者でありテナー・サックス奏者でもあったソニー・スティットが前年（1963年）発表したアルバム『スティット・プレイズ・バード』のジャケットと同じ、画家のマーヴィン・イスラエルによるもの。

## 収録曲
- 夜は千の目を持つ - The Night Has a Thousand Eyes (Jerry Brainin) – 6:42
- セントラル・パーク・ウェスト - Central Park West (Coltrane) – 4:12
- リベリア - Liberia (Coltrane) – 6:49
- 身も心も - Body and Soul (Johnny Green) – 5:35
- イクイノックス - Equinox (Coltrane) – 8:33
- サテライト - Satellite (Coltrane) – 5:49
- 26-2 - 26-2 (Coltrane) – 6:12
- 身も心も（別テイク） - Body and Soul (alternate take) – 5:57

## 演奏メンバー
- ジョン・コルトレーン - テナー・サックス、ソプラノ・サックス
- マッコイ・タイナー - ピアノ
- スティーヴ・デイヴィス - ベース
- エルヴィン・ジョーンズ - ドラムス